# Ovadia Yosef
Ovadia Yosef (in ebraico עובדיה יוסף‎?; in arabo عبد الله يوسف‎? ‘Abdullah Youssef); Baghdad, 24 settembre 1920 – Gerusalemme, 7 ottobre 2013) è stato un rabbino e giurista, scrittore, posek talmudista ortodosso, politico, capo spirituale del partito Shas; israeliano di origine irachena.

## Biografia
Grande interprete della Halakhah (Legge ebraica) e capo spirituale degli ebrei sefarditi. Nato nell'Iraq dell'Impero ottomano, fu rabbino capo in Israele dal 1973 al 1983. I suoi responsa (sentenze giuridiche religiose) sono stati altamente stimati nei circoli Haredi, particolarmente tra le comunità Mizrahì, che lo reputavano "l'autorità halakhica vivente più importante."
Yosef divenne una figura di rilievo negli affari politici di Israele dopo la fondazione del partito ultraortodosso Shas nel 1984. In seguito diminuì il suo coinvolgimento in politica, ma ne rimase la guida spirituale fino alla morte. Il partito israeliano Shas sostiene gli interessi degli ebrei, in particolare degli ebrei religiosi, di origine nordafricana e mediorientale.
A volte, Yosef fece dichiarazioni relative a vari gruppi e persone che vennero ritenute controverse dai suoi critici. In risposta, i sostenitori di Yosef hanno sempre affermato che il rabbino era citato erroneamente o le sue parole estrapolate dal contesto.
È stato il padre dell'operatrice culturale e attivista per i diritti delle donne Adina Bar-Shalom.